# 康帕涅 (埃罗省)
康帕涅（法語：Campagne，法語發音：[kɑ̃paɲ] ⓘ）是法国埃罗省的一个市镇，属于蒙彼利埃区。

## 地理
康帕涅（43°47'14"N, 4°1'46"E）面积4.84 平方千米，位于法国奧克西塔尼大區埃罗省，该省份为法国南部沿海省份，南濒地中海，西南接奥德省，西北接塔恩省和阿韦龙省，东北与加尔省接壤。
与康帕涅接壤的市镇（或旧市镇、城区）包括：阿斯佩尔、索米耶尔、加拉尔格、加里格。

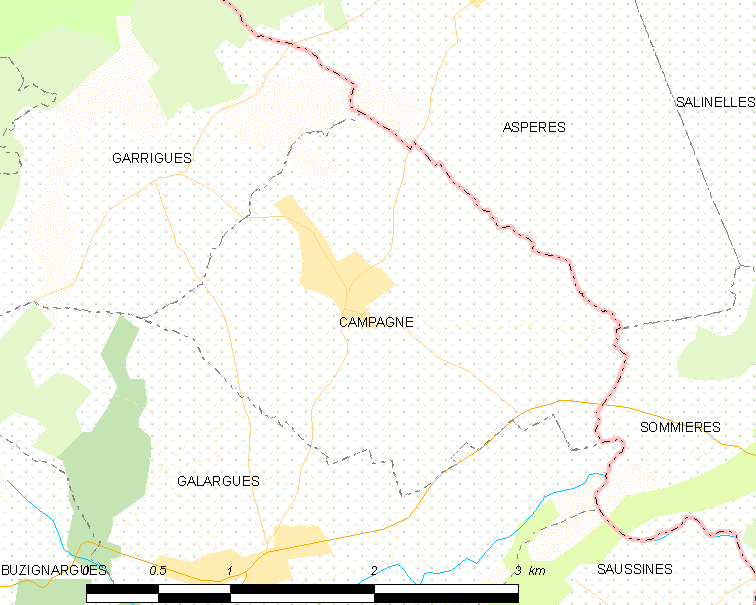
的OSM定位图

康帕涅的时区为UTC+01:00、UTC+02:00（夏令时）。

## 行政
康帕涅的邮政编码为34160，INSEE市镇编码为34048。

## 政治
康帕涅所属的省级选区为吕内勒县。

## 人口

1962-2008年间人口变化图示

康帕涅于2022年1月1日时的人口数量为311人。